# Kristina Benić
Kristina Benić (Ragusa di Dalmazia, 4 giugno 1988) è un'ex cestista croata.
Ala di 189 cm, ha giocato nella massima serie croata, britannica e italiana con CUS Cagliari e La Spezia.

## Carriera
Nel 2006-07 partecipa alla EuroCup Women con il Jolly Sibenik. Vince il titolo nazionale.
Nel 2008-09 gioca l'EuroCup con la squadra del Ragusa Dubrovnik. Nel 2010-11 ha due presenze in EuroCup con il Novi Zagabria.
Nel 2012 è a Sebenico dove ha 24 presenze in campionato, quindi nel 2013 fa ritorno al Novi Zagabria.
Nel 2015 viene ingaggiata dal CUS Cagliari nel campionato italiano di Serie A1.
Dopo una parentesi nel campionato inglese nelle file delle Nottingham Wildcats, a gennaio del 2017 passa alla Cestistica Spezzina.
Nella stagione 2017-18 scende in serie A2 con il Basket Team Crema; con la squadra cremasca vince la Coppa Italia di Serie A2 ed è miglior giocatrice della finale.

## Palmarès
- Campionato croato: 1

Jolly Šibenik: 2006-07
- Coppa Italia di Serie A2: 1

B.T. Crema: 2018